# Архимандрит Онуфрије (Вранић)
Онуфрије (световно Драган Вранић; Крагујевац, 31. јануар 1978) архимандрит је Српске православне цркве и игуман Манастира Денковца.

## Биографија
Замонашен је и рукоположен у манастиру Хиландару Био је игуман манастира Калудра и манастира Саринца. Једно време служио у манастиру Драча, код Крагујевца. Данас је игуман манастира Денковац код Крагујевца.
Завршио петоразредну цетињску Богословију. Студирао теологију и историју уметности. Аутор је блога “Светогорац”. Објављивао је чланке из области историје Цркве и познавања Типика. Његова књига "Светогорски кувар" преведена је на руски језик где је објављена под два различита наслова (ПОВАРЕННАЯ КНИГА АФОНА и ТАЙНА ПРАВОСЛАВНОЙ ТРАПЕЗЫ) у издању руске издавачке куће Эксмо.

## Објављене књиге
- "Отуђена добра"
- "Светогорски богослужбени устав"[2]
- "Светогорски кувар"[3]
- "Посни кувар"